# Барранко, Мария
Мари́я Барра́нко (исп. María Barranco, полное имя María de los Remedios Barranco García; род. 11 июня 1961, Малага, Испания) — испанская актриса

. Дважды лауреат премии «Гойя».

## Биография
Мария Барранко изучала медицину, но бросила учёбу ради актёрской карьеры. В 1982—2004 годах была замужем за режиссёром Иманолом Урибе. В 1993 году у них родилась дочь. Премии «Гойя» актрисе принесли её роли второго плана в фильме Педро Альмодовара «Женщины на грани нервного срыва» в 1989 году и «Ай, Кармела!» в 1990 году. Помимо этого ещё трижды номинировалась на премию «Гойя».

## Фильмография
- 1988: Женщины на грани нервного срыва / Mujeres al borde de un ataque de nervios
- 1989: Нужные вещи / Las cosas del querer
- 1990: Свяжи меня! / ¡Átame!
- 1990: Ай, Кармела! / ¡Ay, Carmela!
- 1990: Возрасты Лулу / Las edades de Lulú
- 1991: Зачарованный король / El rey Pasmado
- 1993: Рыжая белка / La ardilla roja
- 1998: Девушка твоей мечты / La niña de tus ojos
- 2001: Полдень с Гауди / Gaudi Afternoon